# Собор Святейшего Сердца Иисуса (Сараево)
Собор Святейшего Сердца Иисуса (босн. Katedrala Srca Isusova) — католический собор в городе Сараево, Босния и Герцеговина. Кафедральный собор архиепархии Врхбосны, памятник архитектуры. Главный католический собор страны, место расположения кафедры кардинала Винко Пулича, единственного боснийского кардинала.

## История
В 1881 году епархия Врхбосны получила статус архиепархии, тогда же было принято решение о строительстве нового собора, который бы соответствовал статусу кафедрального собора архиепархии. Главным инициатором строительства был первый архиепископ Сараева Йосип Стадлер, который в настоящее время является кандидатом на беатификацию. Собор был построен в неоготическом стиле в 1884—1889 году по проекту архитектора Йосипа Ванцаша (Josip Vancaš). В архитектуре присутствует ряд неороманских элементов. Собор был освящён 14 сентября 1889 года во имя Святейшего Сердца Иисуса.
В 1932 и в 1985—1989 в соборе проводились реставрационные работы. Собор получил ряд повреждений от бомбардировок во время осады Сараева. После окончания войны все повреждения были устранены. В апреле 1997 года в ходе своего визита в Боснию и Герцеговину собор посещал папа Иоанн Павел II.

## Архитектура
Собор представляет собой трёхнефную базилику с поперечным трансептом. Длина собора составляет 41,9 метра, ширина — 21,3. По бокам фасада расположены две квадратные в плане башни с часами, завершённые треугольными шпилями с крестами. Высота каждой башни — 43,2 метра. На первом этаже западной башни находится баптистерий, а в восточной располагается лестница для подъёма на хоры и к колоколам. На звонницах собора находятся 5 колоколов, которые были отлиты в Любляне и преподнесены сараевскому собору как дар от словенского народа. Главный фасад украшен характерным готическим окном-розой и треугольным фронтоном по центру.
В интерьере собора выделяются пять витражей, сделанных по заказу Ванцаша в Инсбруке. Каждый витраж имеет размеры 5,75 м на 1,33 метра. Центральный витраж над главным алтарём представляет сцену пронзения Иисуса на кресте Лонгином, по бокам от него находятся витражи «Тайная вечеря» и «Иисус — Царь Вселенной». Витражи в боковых нефах посвящены святым Маргарите Марии Алакок и Юлиане Льежской, с чьими именами связано появление праздников Святейшего Сердца Иисуса и Тела и Крови Христовых. Рукава трансепта также украшены витражами меньшего размера.
Главный алтарь сделан из белого итальянского мрамора, украшен статуями святых и резьбой. Венчает алтарь скульптура Христа, указывающего на Своё Святое сердце. Боковые алтари в конце левого и правого нефов посвящены Непорочному Зачатию Девы Марии и святым Кириллу и Мефодию, просветителям славян. Восьмигранная кафедра епископа смещена в сторону левого нефа, выполнена также из белого мрамора и богато украшена резьбой.
В соборе похоронен архиепископ Йосип Стадлер.